# Ty Simpkins
Ty Keegan Simpkins (Nova Iorque, Estados Unidos, 6 de Agosto de 2001) é um ator que fez papéis em filmes como Jurassic World, Insidious 2 e Homem de Ferro 3.

## Vida e carreira
Simpkins nasceu em Nova York, filho de Monique Simpkins. Ele apareceu pela primeira vez na TV quando tinha três semanas de idade. Seu primeiro papel foi em One Life to Live, onde ele compartilhou o papel recorrente como John "Jack" Cramer. Simpkins logo começou um papel recorrente como Jude Cooper Bauer em Guiding Light, no qual ele passou a ser "Jude" por cerca de quatro anos. Ele atuou em Law & Order: Criminal Intent, e em um punhado de comerciais e anúncios impressos.
Simpkins estreou no cinema na Guerra dos Mundos, de Steven Spielberg (2005). Em seguida, foi apresentado em Todos os Homens do Rei (2006), onde ele interpretou uma versão jovem do personagem de Jude Law; levando-o a interpretar Aaron, de Simpkins, em Little Children, vencedor de vários prêmios (2006). Simpkins passou a filmar Orgulho e Glória (2008), no qual ele e sua irmã, a atriz Ryan Simpkins, interpretam os filhos de Colin Farrell. Simpkins também completou Gardens of the Night (2008) e depois em Revolutionary Road (2008), onde estrelou novamente ao lado de sua irmã da vida real Ryan. Simpkins atuou em CSI, Private Practice e Family of Four. Em setembro de 2009, ele contratou o papel de Luke no filme de 2010 Os próximos três dias. Ele também interpretou Dalton Lambert em Insidious (2011) e Insidious: Chapter 2 (2013).
Em 2013, Simpkins estrelou ao lado de Robert Downey Jr. no filme de ação ao vivo Iron Man 3, como o companheiro de Stark, Harley Keener (ele também reprisa seu papel em Lego Marvel Avengers). Foi a primeira vez que uma criança foi destaque nos filmes do Homem de Ferro. Ele apareceu no filme de 2016 de Shane Black, diretor do Iron Man 3, The Nice Guys. Em 2019, ele reprisou o papel de Harley Keener em uma participação especial durante o funeral de Tony Stark no final do filme Avengers: Endgame.
Simpkins estrelou o blockbuster de Jurassic World de 2015 e apareceu como Adam em Meadowland.

## Filmografia

### Cinema
| Ano  | Título               | Papel               | Notas               |
| ---- | -------------------- | ------------------- | ------------------- |
| 2005 | War of the Worlds    | Garoto de três anos | Papel menor         |
| 2006 | Pecados Íntimos      | Aaron Adamson       | Co-estrela          |
| 2008 | Gardens of the Night | Dylan Whitehead     | Co-estrela          |
| 2008 | Pride and Glory      | Matthew Egan        | Co-estrela          |
| 2008 | Private Practice     | Braden Tisch        | Episódio Past Tense |
| 2008 | Revolutionary Road   | Michael Wheeler     | Co-estrela          |
| 2009 | Family of Four       | Tommy Baker         |                     |
| 2009 | Abracadabra          | Tucker              | Protagonista        |
| 2010 | The Next Three Days  | Luke                |                     |
| 2011 | Insidious            | Dalton Lambert      | Papel principal     |
| 2012 | Arcadia              | Nat                 | Papel principal     |
| 2013 | Homem de Ferro 3     | Harley              | Coadjuvante         |
| 2013 | Extracted            | jovem Anthony       | Coadjuvante         |
| 2013 | Insidious Chapter 2  | Dalton Lambert      | Papel principal     |
| 2015 | Jurassic World       | Gray                | Papel principal     |
| 2016 | Dois caras legais    | Bobby               |                     |
| 2019 | Vingadores: Ultimato | Harley              |                     |
| 2022 | A Baleia             | Thomas              |                     |

### Televisão
| Ano     | Título                         | Papel                   | Notas                                |
| ------- | ------------------------------ | ----------------------- | ------------------------------------ |
| 2001-02 | One Life to Live               | Jonathan "Jack" Manning | Papel menor, 4 episódios             |
| 2001-05 | The Guiding Light              | Jude Cooper Bauer       | Série de TV; 47 episódios, 2001–2005 |
| 2005    | Law & Order: Criminal Intent'  | Jake Nikos              | Episódio Ex-Tasis                    |
| 2008    | CSI: Crime Scene Investigation | Tyler Waldrip           | Episode: "A Thousand Days on Earth"  |
| 2008    | Private Practice               | Braden Tisch            | Episode: "Past Tense"                |